# Pere Aragonès
Pere Aragonès i Garcia (* 16. listopadu 1982) je katalánský právník a politik. V letech 2018-2020 byl místopředsedou vlády a ministrem financí a hospodářství Katalánska. Od 28. září 2020 byl po odvolání Quima Torry úřadujícím předsedou katalánské vlády. Na základě volebních výsledků ze 14. února 2021 byl 21. května téhož roku byl zvolen katalánským premiérem. Tím se stal zároveň nejmladším katalánským premiérem v novodobé historii.
Narodil se roku 1982 v pobřežním městě Pineda de Mar. Vystudoval práva na Open University of Catalonia a ekonomii na University of Barcelona. Poté se věnoval právu a stal se vysokoškolským pedagogem. Od prosince 2006 do ledna 2016 byl poslancem parlamentu Katalánska. Poté byl jmenován tajemníkem pro hospodářství v katalánské vládě. Od května 2011 do dubna 2018 byl také radním v městské radě Pineda de Mar. V červnu 2018 byl jmenován místopředsedou vlády a ministrem financí a hospodářství Katalánska. Členem ERC je od roku 2000.
Ačkoliv je zastánce myšlenky katalánské nezávislosti, v Katalánsku patří spíše k umírněným politikům s ryze technokratickým profilem. Je zastáncem dialogu se španělskou vládou.